# Eurythoe
Eurythoe Kinberg, 1857 è un genere di Policheti marini del gruppo dei vermi erranti.
Il genere comprende 15 specie, delle quali la più nota è Eurythoe complanata, a distribuzione indopacifica (oceano Indiano e oceano Pacifico). Eurythoe complanata è stata segnalata negli ultimi anni come avventizia anche nel Mediterraneo, comprese le acque italiane, nel quale sarebbe penetrata attraverso il Canale di Suez.

## Tassonomia
Comprende le seguenti specie:
- Eurythoe brasiliensis Hansen, 1882
- Eurythoe clavata Baird, 1868
- Eurythoe complanata (Pallas, 1766)
- Eurythoe dubia Horst, 1912
- Eurythoe encopochaeta (Schmarda, 1861)
- Eurythoe hedenborgi Kinberg, 1857
- Eurythoe indica (Schmarda, 1861)
- Eurythoe karachiensis Bindra, 1927
- Eurythoe laevisetis Fauvel, 1914
- Eurythoe longicirra (Schmarda, 1861)
- Eurythoe matthaii Bindra, 1927
- Eurythoe parvecarunculata Horst, 1912
- Eurythoe paupera (Grube, 1856)
- Eurythoe rullieri Fauvel, 1953
- Eurythoe syriaca Kinberg, 1857